# Travnik (Foča, BiH)
Travnik je naseljeno mjesto u općini Foči, Republika Srpska, BiH. Popisano je kao samostalno naselje na popisu 1961., a na kasnijim popisima ne pojavljuje se, jer je 1962. pripojeno naselju Igoče (Sl.list NRBiH, br.47/62). Nalazi se zapadno od Sulova potoka i s lijeve strane rijeke Sutjeske. Južno je Nacionalni park Sutjeska.

## Stanovništvo
| Narod     | Popis 1961. |
| --------- | ----------- |
| Hrvati    |             |
| Muslimani | 133         |
| Srbi      | 4           |
| ostali    |             |
| Ukupno    | 137         |